# Caesar (album)
Caesar is het vierde album van de Amsterdamse band Caesar uit 2003.

## Opnamen
In 2000 had Caesar het album Leaving sparks uitgebracht, onder productie van Steve Albini. De plaat had niet de verwachte doorbraak voor de band gebracht. Na een periode van toeren, waarbij Marien Dorleijn als extra-bandlid de band was komen versterken, begon de band in 2002 in de Studio Sound Enterprise van Frans Hagenaars aan de opnamen van hun vierde album. De band nam, in tegenstelling tot de voorgaande platen, ruim de tijd voor de opnamen, waardoor de nummers beter uitgewerkt konden worden. Op 6 december 2002 maakte Caesar bekend, dat Dorleijn de band had verlaten.
Voor het verschijnen van de cd werden diverse titels voor het album geopperd. Het langst zou de band uitgaan van Oh weirdo, maar omdat het nummer met dezelfde titel uiteindelijk de plaat niet haalde, werd besloten het album geen titel mee te geven, omdat Van Oosten vond dat iedere band een naar zichzelf genoemde plaat hoorde te hebben en dit album, nog meer dan de voorgaande platen, handelde over de band zelf.
Op 24 februari 2003 verscheen het album met een opvallende knalrode voorkant. Voor de plaat werd de website geheel aangepast aan het ontwerp van de plaat. Ook de bandnamen van de leden werden veranderd naar artiestennamen. Tijdens de clubtour, die Caesar ondernam om het album te promoten, werden de partijen van Dorleijn overgenomen door Van Oosten. Ook speelde de band bij veel nummers mee met een dat-opname. Van het album werden geen singles uitgebracht. Wel werd het nummer I know I ter promotie aangeboden aan diverse radiostations. Tijdens een optreden bij Barend & Van Dorp, waar Caesar het nummer ten gehore zou brengen, speelde de band echter, tot schrik van de presentatoren, het nummer C.I.A..
Caesar zou de laatste plaat met nieuw materiaal blijken van de Amsterdamse band, die na het verschijnen van het verzamelalbum Before my band explodes in 2008 uit elkaar zou gaan.

## Muzikanten
- Roald van Oosten als Roald Von - zang, gitaar, keyboards
- Sem Bakker als Semmie Automatic - basgitaar, zang
- Marit de Loos als Claire Obscure - zang, drums

### Gastmuzikanten
- Marien Dorleijn - gitaar

## Nummers
1. Supersonic (Caesar)
2. Stop that girl (Caesar)
3. El cat race (Caesar)
4. In flames (Caesar)
5. Twist (Caesar)
6. I know I (Caesar)
7. Dark matter (Caesar)
8. C.I.A. (Caesar)
9. She likes my way (Caesar)
10. The safeword (Caesar)
11. Lives of Mary Lane (Caesar/Dorleijn)
12. Please go on (Caesar)